# 행정범
행정범(行政犯)은 행정법에 규정된 벌칙을 위반하여 성립하는 범죄이다. 법정범(法定犯)이나 특별법범(特別法犯)이라고도 한다.
살인죄, 강도죄.절도죄, 강간죄 등 형법상에 규정되지 않고 행정법상에서 규정하는 범죄로 반드시 도덕적으로 위배되는 행위에 대한 범죄는 아니다.
각 행정법의 본칙에서 해당 범죄행위를 금지하고 있고 형량은 해당 행정법의 벌칙에서 규정하고 있으며 병역법위반, 철도법위반 등 ~법 위반으로 불린다.
형사범과 마찬가지로 위반자에 대하여 징역, 벌금 등의 형벌이 부과되며 경미한 행위에 대해서는 형벌아닌 과태료가 부과되기도 한다.

## 행정범에 대하여 벌칙을 규정하여 다루는 법률
- 가정의례에 관한 법률
- 가정폭력범죄의 처벌등에 관한 특례법
- 개항질서법
- 건설기계관리법
- 건설산업기본업법
- 건축법
- 건축사법
- 계량 및 측정에 관한 법률
- 고압가스안전관리법
- 골재채취법
- 공업배치 및 공장설립에 관한 법률
- 공연법
- 공유수면관리법
- 공유수면매립법
- 공중위생법
- 공직선거 및 선거부정방지법
- 관광진흥법
- 관세법
- 광업법
- 교통사고처리특례법
- 국가기술자격법
- 국유재산법
- 국토이용관리법
- 근로기준법
- 기부금품모집규제법
- 남녀고용평등법
- 내수면어업개발촉진법
- 노동조합 및 노동관계조정법
- 농지법
- 담배사업법
- 대기환경보전법
- 대마관리법
- 대외무역법
- 도로교통법
- 도로법
- 도시계획법
- 도시공원법
- 독점규제 및 공정거래에 관한 법률
- 마약법
- 먹는물관리법
- 매장및 묘지등에 관한 법률
- 문화재보호법
- 물가안정에 관한 법률
- 미성년자보호법
- 민사소송법
- 법무사법
- 변호사법
- 병역법
- 보건범죄단속에 관한 특별조치법
- 부동산등기특별조치법
- 부동산소유이전 등기에 관한 특별조치법
- 부동산중개업법
- 부정경쟁방지법
- 부정수표단속법
- 사행행위 등 규제 및 처벌특례법
- 산림법
- 산업안전보건법
- 상법
- 상표법
- 상품권법
- 상호신용금고법
- 석유사업법
- 선박법
- 선박안전법
- 선박직원법
- 선원법
- 성폭력범죄의 처벌 및 피해자보호등에 관한 법률
- 세무사법
- 소방법
- 소음진동규제법
- 수도법
- 수산업법
- 수질환경보전법
- 승강기제조 및 관리에 관한 법률
- 식품위생법
- 신용정보의 이용 및 보호에 관한 법률
- 실용신안법
- 아동복지법
- 액화석유가스의 안전 및 사업관리법
- 약사법
- 양곡관리법
- 어선법
- 에너지이용합리화법
- 여권법
- 여객자동차운수사업법
- 여신전문금융법
- 염관리법
- 오수.분뇨및 축산폐수의 처리에 관한 법률
- 옥외광고물등 관리법
- 외국환관리법
- 유선 및 도선사업법
- 우편법
- 유선방송관리법
- 유통산업발전법
- 유해화학물질관리법
- 윤락행위등 방지법
- 음반및 비디오물에 관한 법률
- 의료기사등에 관한 법률
- 의료법
- 의장법
- 인장업법
- 임대주택법
- 자동차관리법
- 자동차손해배상보장법
- 자동차운수사업법
- 자연공원법
- 저작권법
- 전기용품안전관리법
- 전염병예방법
- 전투경찰대설치법
- 전파법
- 정보통신공사업법
- 조세범처벌법
- 조수보호및 수렵에 관한 법률
- 주민등록법
- 주차장법
- 주택건설촉진법
- 증권거래법
- 지방배정법
- 지방세법
- 직업안정법
- 집회및 시위에 관한 법률
- 철도법
- 청소년보호법
- 체육시설의 설치.이용에 관한 법률
- 총포.도검.화약류단속법
- 최저임금법
- 축산물가공처리법
- 출입국관리법
- 측량법
- 컴퓨터프로그램보호법
- 특정범죄가중처벌에 관한 법률
- 특정경제범죄가중처벌에 관한 법률
- 특허법
- 폐기물관리법
- 폭력행위등 처벌에 관한 법률
- 품질경영촉진법
- 풍속영업의 규제에 관한 법률
- 하천법
- 학원의 설립.운영에 관한 법률
- 한국마사회법
- 해상교통안전법
- 항만법
- 항만운송사업법
- 해양오염방지법
- 해외이주법
- 행정사법
- 향정신성의약품관리법
- 향토예비군설치법
- 화물자동차운수사업법
- 화염병사용등의 처벌에 관한 법률

## 같이 보기
- 범죄
- 형사범